# Dolabritor ascifer
Dolabritor ascifer är en spindelart som beskrevs av Alfred Frank Millidge 1991. Dolabritor ascifer ingår i släktet Dolabritor och familjen täckvävarspindlar.
Artens utbredningsområde är Colombia. Inga underarter finns listade i Catalogue of Life.